# Широка (Румунія)
Широка (рум. Șiroca) — село у повіті Мехедінць в Румунії. Входить до складу комуни Годяну.
Село розташоване на відстані 279 км на захід від Бухареста, 21 км на північ від Дробета-Турну-Северина, 149 км на південний схід від Тімішоари, 110 км на північний захід від Крайови.

## Населення
За даними перепису населення 2002 року у селі проживала 221 особа, усі — румуни. Усі жителі села рідною мовою назвали румунську.